# ホルヘ・ロンドン
ホルヘ・レオナルド・ロンドン・エルナンデス（Jorge Leonardo Rondón Hernandez, 1988年2月16日 - ）は、ベネズエラ・グアリコ州カラボソ出身のプロ野球選手（投手）。右投右打。メキシカンリーグのレオン・ブラボーズ所属。

## 経歴

### プロ入りとカージナルス時代
2006年7月3日にセントルイス・カージナルスと契約。この年は傘下のルーキー級ベネズエラン・サマーリーグ・カージナルスで10試合に登板し、0勝1敗1セーブ・防御率6.46だった。
2007年はルーキー級ベネズエラン・サマーリーグで17試合に登板し、1勝6敗2セーブ・防御率4.74だった。
2008年はアパラチアンリーグのルーキー級ジョンソンシティ・カージナルスで21試合に登板し、2勝2敗6セーブ・防御率4.03だった。8月にA級クァッドシティズ・リバーバンディッツへ昇格。8試合に登板し、1勝0敗・防御率3.24だった。
2009年はA+級パームビーチ・カージナルスで8試合に登板し、0勝1敗、防御率7.71だった。7月からA級クァッドシティズでプレー。10試合に登板し、1勝5敗・防御率4.27だった。
2010年はA級クァッドシティズで29試合に登板し、4勝8敗・防御率5.30だった。
2011年はA+級パームビーチで21試合に登板し、1勝5敗6セーブ・防御率4.05だった。6月にAA級スプリングフィールド・カージナルスへ昇格。37試合に登板し、1勝8敗7セーブ・防御率9.16だった。
2012年はAA級スプリングフィールドで33試合に登板し、2勝1敗4セーブ・防御率3.44だった。8月にAAA級メンフィス・レッドバーズへ昇格。13試合に登板し、0勝1敗1セーブ・防御率3.60だった。オフの10月30日にカージナルスとメジャー契約を結び、40人枠入りを果たした。
2013年はAAA級メンフィスで51試合に登板し、3勝5敗1セーブ、防御率3.06だった。
2014年はAAA級メンフィスで開幕を迎えた。4月17日にジョー・ケリーが故障で離脱したため、メジャーへ昇格したが、登板のないまま4月21日にAAA級メンフィスへ降格した。6月29日にメジャーへ再昇格し、同日のロサンゼルス・ドジャース戦でメジャーデビュー。6点ビハインドの7回裏から登板し、1回を無安打無失点1四球に抑えた。6月30日にAAA級メンフィスへ降格した。その後はメジャーへ昇格することなく、この年は1試合の登板にとどまった。AAA級メンフィスでは51試合に登板し、5勝4敗10セーブ、防御率3.03だった。

### ロッキーズ時代
2014年11月3日にウェイバーでコロラド・ロッキーズへ移籍した。
2015年はロッキーズで2試合に登板後、5月2日に戦力外となった。

### オリオールズ時代
2015年5月10日にウェイバーでボルチモア・オリオールズへ移籍した。オリオールズ加入後は8試合に登板したが、防御率7.43だった。ロッキーズとの合算では10試合に投げ、防御率は13.19だった。10月20日にバンス・ウォーリーの加入に伴って戦力外となった。

### パイレーツ時代
2015年10月26日にウェイバーでピッツバーグ・パイレーツへ移籍した。12月23日に40人枠を外れる形で傘下のAAA級インディアナポリス・インディアンスへ配属された。
2016年6月18日にメジャー契約を結んで25人枠入りした。2試合に登板後、6月24日にDFAとなり、マイナー契約に切り替えてシーズン終了まで在籍した。

### 中日時代
2016年12月13日にシカゴ・ホワイトソックスとマイナー契約を結んだが、ウインターミーティングで中日ドラゴンズが獲得交渉を行い、12月28日に獲得が決定した。
2017年1月5日に保有権を譲渡され、翌6日に中日への入団が正式発表された。背番号は91。一軍で4試合登板したものの結果は振るわず、シーズン終了後契約保留選手名簿から外れ、自由契約となった。
2018年はシカゴ・ホワイトソックス傘下AA級のバーミングハム・バロンズに入団したが、5月10日に契約解除で退団した。

### 福島時代
2018年6月27日、ベースボール・チャレンジ・リーグの福島ホープスに入団したことが発表された。福島では主に中継ぎおよび抑えとして20試合に登板し、自責点0で2勝1敗6セーブという成績だった。福島への入団は、NPBで再度プレーすることが目的と述べている。

### メキシカンリーグ時代
2020年1月10日、リーガ・メヒカーナ・デ・ベイスボル（メキシカンリーグ）のアグアスカリエンテス・レイルロードメンと契約した。新型コロナウイルスの感染拡大の影響でメキシカンリーグが開催中止となり、4月22日にリリースされた。
2021年3月15日にアグアスカリエンテスと再契約を結んだ。29試合に登板し、2勝4敗7セーブ、防御率4.40を記録した。
2022年もアグアスカリエンテスで開幕を迎えたが、15試合に登板して0勝4敗、防御率8.24と打ち込まれた。6月1日ににユカタン・ライオンズへトレード移籍。移籍後は29試合に登板して2勝2敗2セーブ、防御率1.44と復調を果たした。
2023年は前年所属したユカタン、古巣のアグアスカリエンテス、モンテレイ・サルタンズの3球団でプレーした。
2024年は、41試合に登板して2勝1敗5セーブ、防御率3.35という成績だった。
2025年2月25日にレオン・ブラボーズに移籍した。

## 選手としての特徴
救援投手として、スリークォーターから、最速99mph（約159km/h）・平均96mph（約154km/h）の速球（フォーシーム・ツーシーム）と、平均88mph（約142km/h）のスライダーを中心に使用し、その他に平均85mph（約137km/h）のチェンジアップも使う。
3Aでの通算奪三振率は6.8、与四球率は3.7となっている。

## 詳細情報

### 年度別投手成績
| 年 度    | 球 団    | 登 板 | 先 発 | 完 投 | 完 封 | 無 四 球 | 勝 利 | 敗 戦 | セ 丨 ブ | ホ 丨 ル ド | 勝 率 | 打 者 | 投 球 回 | 被 安 打 | 被 本 塁 打 | 与 四 球 | 敬 遠 | 与 死 球 | 奪 三 振 | 暴 投 | ボ 丨 ク | 失 点 | 自 責 点 | 防 御 率 | W H I P |
| -------- | -------- | ----- | ----- | ----- | ----- | -------- | ----- | ----- | -------- | ----------- | ----- | ----- | -------- | -------- | ----------- | -------- | ----- | -------- | -------- | ----- | -------- | ----- | -------- | -------- | ------- |
| 2014     | STL      | 1     | 0     | 0     | 0     | 0        | 0     | 0     | 0        | 0           | ----  | 4     | 1.0      | 0        | 0           | 1        | 0     | 0        | 0        | 0     | 0        | 0     | 0        | 0.00     | 1.00    |
| 2015     | COL      | 2     | 0     | 0     | 0     | 0        | 0     | 0     | 0        | 0           | ----  | 15    | 1.0      | 8        | 0           | 3        | 0     | 0        | 1        | 0     | 0        | 11    | 10       | 90.00    | 11.00   |
| 2015     | BAL      | 8     | 0     | 0     | 0     | 0        | 0     | 1     | 0        | 0           | .000  | 66    | 13.1     | 20       | 3           | 6        | 0     | 0        | 8        | 1     | 0        | 15    | 11       | 7.43     | 1.95    |
| '15計    | BAL      | 10    | 0     | 0     | 0     | 0        | 0     | 1     | 0        | 0           | .000  | 81    | 14.1     | 28       | 3           | 9        | 0     | 0        | 9        | 1     | 0        | 26    | 21       | 13.19    | 2.58    |
| 2016     | PIT      | 2     | 0     | 0     | 0     | 0        | 0     | 0     | 0        | 0           | ----  | 20    | 3.2      | 9        | 1           | 1        | 0     | 0        | 4        | 1     | 0        | 7     | 7        | 17.18    | 2.73    |
| 2017     | 中日     | 4     | 0     | 0     | 0     | 0        | 0     | 0     | 0        | 0           | ----  | 25    | 4.2      | 7        | 0           | 2        | 0     | 2        | 4        | 0     | 0        | 3     | 3        | 5.79     | 1.93    |
| MLB：3年 | MLB：3年 | 13    | 0     | 0     | 0     | 0        | 0     | 1     | 0        | 0           | .000  | 105   | 19.0     | 37       | 4           | 11       | 0     | 0        | 13       | 2     | 0        | 33    | 28       | 13.26    | 2.53    |
| NPB：1年 | NPB：1年 | 4     | 0     | 0     | 0     | 0        | 0     | 0     | 0        | 0           | ----  | 25    | 4.2      | 7        | 0           | 2        | 0     | 2        | 4        | 0     | 0        | 3     | 3        | 5.79     | 1.93    |

- 2018年度シーズン終了時

### 独立リーグでの投手成績
| 年 度     | 球 団     | 登 板 | 勝 利 | 敗 戦 | セ 丨 ブ | 完 投 | 勝 率 | 投 球 回 | 打 者 | 被 安 打 | 被 本 塁 打 | 奪 三 振 | 与 四 球 | 与 死 球 | 失 点 | 自 責 点 | 暴 投 | ボ 丨 ク | 防 御 率 | W H I P |
| --------- | --------- | ----- | ----- | ----- | -------- | ----- | ----- | -------- | ----- | -------- | ----------- | -------- | -------- | -------- | ----- | -------- | ----- | -------- | -------- | ------- |
| 2018      | 福島      | 20    | 2     | 1     | 6        | 0     | .667  | 20.1     | 79    | 15       | 0           | 15       | 5        | 0        | 2     | 0        | 0     | 0        | 0.00     | 1.00    |
| 通算：1年 | 通算：1年 | 20    | 2     | 1     | 6        | 0     | .667  | 20.1     | 79    | 15       | 0           | 15       | 5        | 0        | 2     | 0        | 0     | 0        | 0.00     | 1.00    |

- 2018年度シーズン終了時

### 記録
MLB投手記録
- 初登板：2014年6月29日、対ロサンゼルス・ドジャース戦（ドジャー・スタジアム）、7回裏に3番手で救援登板、1回無失点
- 初奪三振：2015年4月28日、対アリゾナ・ダイヤモンドバックス戦（チェイス・フィールド）、8回裏にタフィー・ゴーズウィッシュから空振り三振

NPB投手記録
- 初登板：2017年5月30日、対福岡ソフトバンクホークス1回戦（福岡ヤフオク!ドーム）、7回裏に4番手で救援登板、1回2失点[24]
- 初奪三振：同上、川﨑宗則から空振り三振

### 背番号
- 68 （2014年）
- 62 （2015年 - 同年途中）
- 57 （2015年途中 - 2016年、2018年 - 2019年）
- 91 （2017年）